# Ipala
Ipala es un municipio del departamento de Chiquimula, Guatemala. De acuerdo al censo oficial de 2018, tenía una población de 24.024 habitantes en 2022.

## Toponimia
El nombre del municipio de Ipala se originó del idioma xinca; el vocablo «Ipala», significa baño o tina, probablemente llamado así por la laguna en la cumbre del Volcán de Ipala. Ipala fue elevado a categoría de municipio el 11 de octubre de 1825, según asamblea constituyente y pertenece al departamento de Chiquimula.

## Geografía
El municipio cubre un área de 228 km² y la cabecera tiene una altitud de 832 m s. n. m. La fiesta titular es celebrada en el mes de enero en honor a San Ildefonso; y entre los atractivos turísticos se encuentra el volcán de Ipala cuyo cráter contiene una laguna.

### División administrativa
La municipalidad es de 2.ª categoría y su nombre geográfico oficial es Ipala; se divide en un pueblo, treinta y un aldeas, cuarenta y nueve caseríos y cuatro fincas.

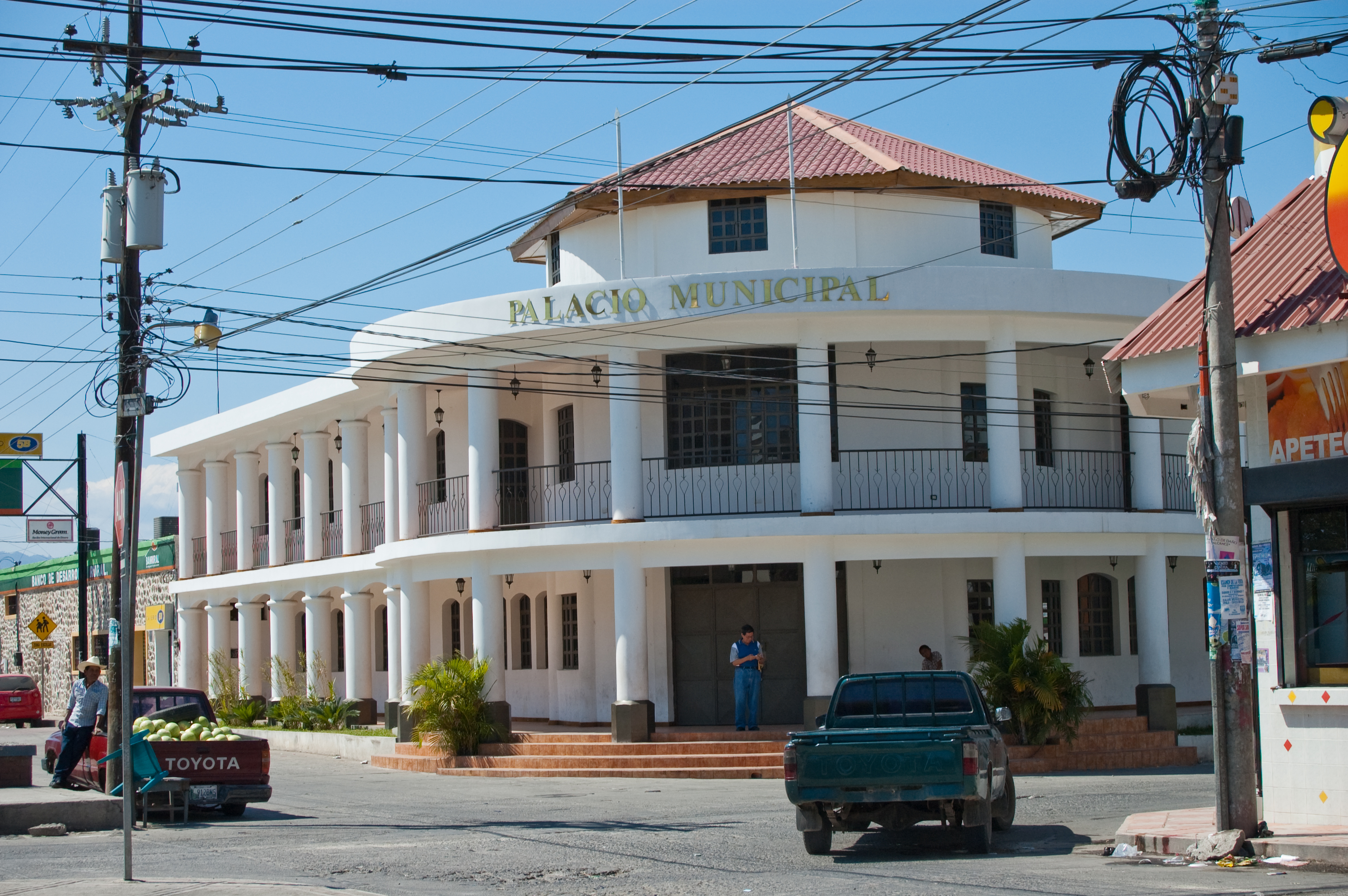
Municipalidad de Ipala.
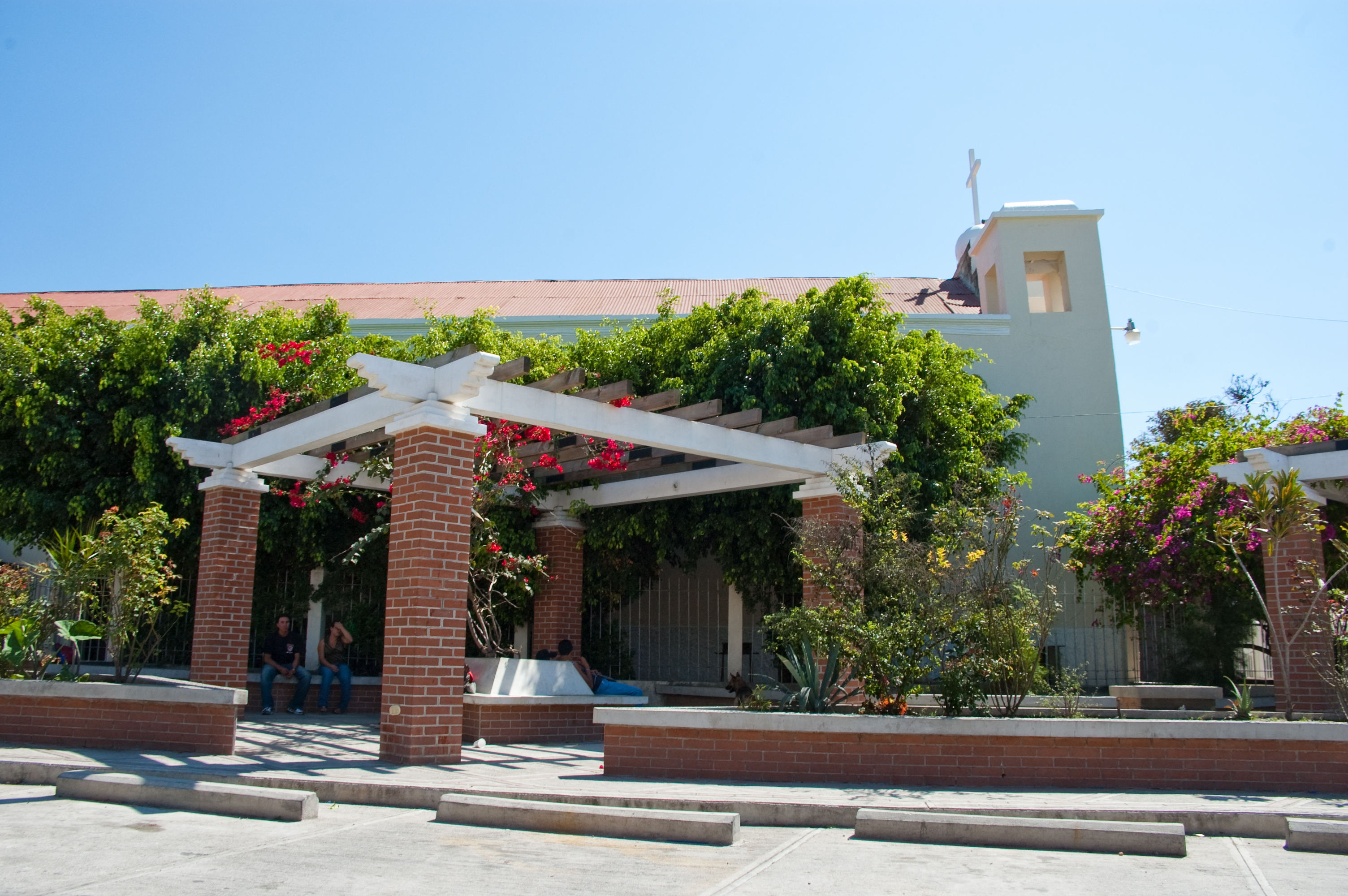
Miniplaza San Ildefonso
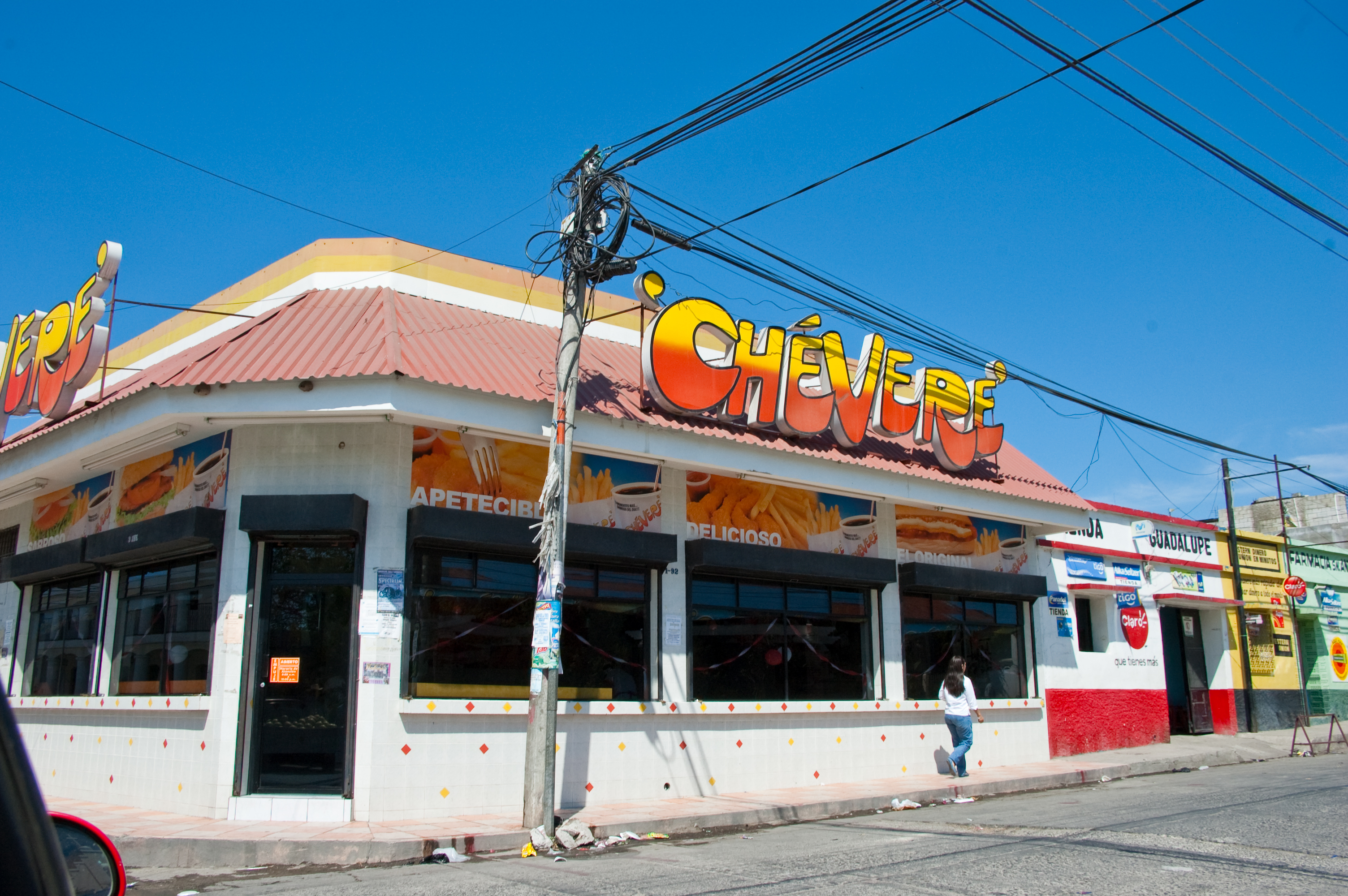
Restaurante Chevere de Hotdogs

### Demografía
Según la edad de la población del municipio de Ipala, esta se estima en los siguientes porcentajes, no se incluye la cabecera municipal.
En las aldeas y fincas y caseríos del municipio el 70.33% de la población son mayores de 15 años de edad. El 24.55% tienen de 6 a 15 años. El 3.28% son menores de 2 años de edad. Y el 1.82% son menores de 1 año de edad.
El total de hombres en todo el municipio es de 10,686 y las mujeres un total de 11,727.

### Clima
El municipio tiene clima templado (Clasificación de Köppen: Aw), con dos estaciones al año: la lluviosa, conocida como invierno, y la seca como verano.
| Parámetros climáticos promedio de Ipala                                                                         | Parámetros climáticos promedio de Ipala | Parámetros climáticos promedio de Ipala | Parámetros climáticos promedio de Ipala | Parámetros climáticos promedio de Ipala | Parámetros climáticos promedio de Ipala | Parámetros climáticos promedio de Ipala | Parámetros climáticos promedio de Ipala | Parámetros climáticos promedio de Ipala | Parámetros climáticos promedio de Ipala | Parámetros climáticos promedio de Ipala | Parámetros climáticos promedio de Ipala | Parámetros climáticos promedio de Ipala | Parámetros climáticos promedio de Ipala |
| Mes | Ene.                                    | Feb.                                    | Mar.                                    | Abr.                                    | May.                                    | Jun.                                    | Jul.                                    | Ago.                                    | Sep.                                    | Oct.                                    | Nov.                                    | Dic.                                    | Anual                                   |
| --- | --------------------------------------- | --------------------------------------- | --------------------------------------- | --------------------------------------- | --------------------------------------- | --------------------------------------- | --------------------------------------- | --------------------------------------- | --------------------------------------- | --------------------------------------- | --------------------------------------- | --------------------------------------- | --------------------------------------- |
| Temp. máx. media (°C)                                                                                           | 27.7                                    | 28.9                                    | 30.7                                    | 31.6                                    | 30.7                                    | 28.6                                    | 28.3                                    | 28.6                                    | 27.9                                    | 27.6                                    | 27.2                                    | 27.1                                    | 28.7                                    |
| Temp. media (°C)                                                                                                | 21.9                                    | 22.8                                    | 24.3                                    | 25.4                                    | 25.1                                    | 23.9                                    | 23.9                                    | 23.9                                    | 23.4                                    | 23.1                                    | 22.3                                    | 21.8                                    | 23.5                                    |
| Temp. mín. media (°C)                                                                                           | 16.2                                    | 16.8                                    | 18.0                                    | 19.3                                    | 19.6                                    | 19.3                                    | 19.5                                    | 19.2                                    | 19.0                                    | 18.6                                    | 17.5                                    | 16.6                                    | 18.3                                    |
| Precipitación total (mm)                                                                                        | 1                                       | 1                                       | 3                                       | 11                                      | 87                                      | 193                                     | 143                                     | 124                                     | 168                                     | 82                                      | 8                                       | 1                                       | 822                                     |
| Fuente: Climate-Data.org Instituto Nacional de Sismología, Vulcanología, Meteorología e Hidrología de Guatemala |                                         |                                         |                                         |                                         |                                         |                                         |                                         |                                         |                                         |                                         |                                         |                                         |                                         |

### Ubicación geográfica
El municipio de Ipala del departamento de Chiquimula, se encuentra localizado en el oriente de la República de Guatemala; limita al norte con San José La Arada (Chiquimula); al este con Quezaltepeque, Concepción Las Minas y San Jacinto (Chiquimula); al sur con Agua Blanca y Santa Catarina Mita (Jutiapa); y al oeste con San Luis Jilotepeque y San Manuel Chaparrón (Jalapa). 
|                                                                                           | Norte: San José La Arada                                                       | |
| Oeste: San Luis Jilotepeque y San Manuel Chaparrón, municipios del departamento de Jalapa |                                                                                | Este: Quezaltepeque, Concepción Las Minas y San Jacinto, municipios del departamento de Chiquimula |
|                                                                                           | Sur: Agua Blanca y Santa Catarina Mita, municipios del departamento de Jutiapa | |

## Historia

### Época colonial
En 1690, el capitán e historiador criollo Francisco Antonio de Fuentes y Guzmán en su obra Recordación Florida describió el Corregimiento de Chiquimula de la Sierra, refiriéndose a Ipala de la siguiente forma: 
| "...derramando la mayor parte del territorio a la parte del poniente, se fue sentando en este rumbo el pueblo de Icpala, con título de San Ildefonso, en su república con cincuenta y siete tributarios, que corresponden al número de doscientos y veinte y ocho habitadores. Más el apacentar esté rebaño a el celo del pastor es bien costoso: con senda estrecha y peligrosa, de breña inculta y muy tupida, en seis prolijas leguas de su camino, a que apartándose desde Quezaltepeque, se hace pesada y muy molesta la atenta obligación de la jornada. Su iglesia es pobre y muy estrecha y su cubierta, como en muchas, de la frágil y peligrosa materia de paja, expuesta a la violencia y voracidad de el fuego". —Francisco Antonio de Fuentes y Guzmán |

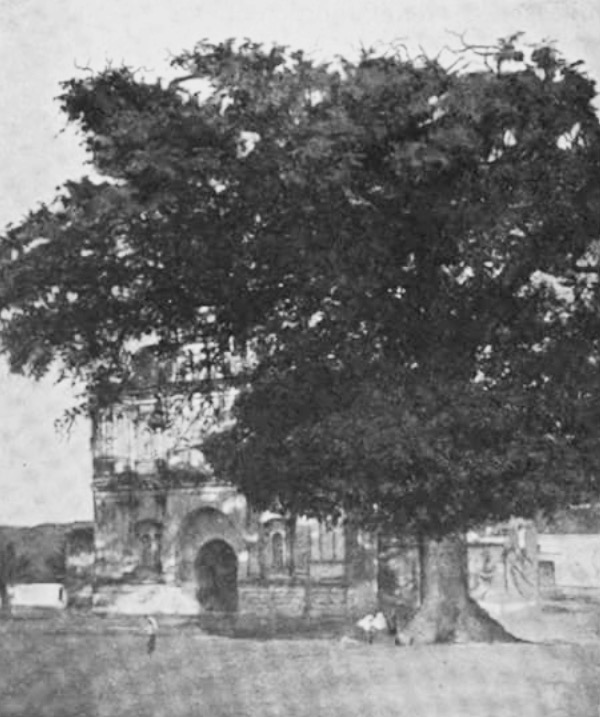
Parroquia y ceiba de San Luis Jilotepeque, de la que Ipala era anexo. Fotografía de Caecile Seler-Sachs.

La vicaría de Chiquimula de la Sierra comprendía los curatos de Chiquimula, San Pedro Zacapa, Esquipulas, Jocotán, San Cristóbal Acasaguastlán y San Luis Jilotepeque, mientras que la vicaría de San Agustín Real de la Corona, comprendía los curatos de San Agustín Acasaguastlán, Sansaria y Tocoy, y, finalmente, la vicaría de Mita a los de: Mita, Jalapa, San Cristóbal, Jutiapa Conguaco y Purificación de los Esclavos.}}
Durante de la visita pastoral que realizó el arzobispo, doctor don Pedro Cortés y Larraz a su diócesis de 1768 a 1770, llegó a la entonces parroquia de San Luis Xilotepeque, que tenía como anexo a su cabecera el pueblo denominado «Icpala». Cortés y Larraz indicó que el poblado estaba a cuatro leguas de su cabecera y que tenía 166 familias con 888 personas, en su mayoría indígenas. Cortés y Larraz indicó que el pueblo de Ipala es anexo a la parroquia de San Luis Jilotepeque y que debían separarse porque en el primero el idioma materno es el chortí mientras que en la cabecera lo era el Pokoman. De lo anterior se concluye que Ipala es un pueblo de origen prehispánico, cuya población fue de origen chortí, descendientes directos del antiguo tronco Maya; Cortés y Larraz describió así el poblado:
| «Las cosechas de este territorio son maíces, frijoles, caña, trigo y ganado. Los indios son aficionados a navegar [¿caminar?] y trabajan sombreros de palma y petates, que llevándolos a vender a otros pueblos adquieren muchos reales, con lo que pueden ser indios acomodados, pero como son poco trabajadores y dados a la embriaguez nada les luce ni aprovecha, y con esto me parece que no se yerra el concepto en pensar que los indios en todas partes ni son ricos ni pobres, porque si tienen poco gastan poco, si mucho, mucho y, en suma, lo malogran todo.» «Según conversación particular con el cura, son indios sin educación. Domina el abuso de cambiar las mujeres, de poner a los difuntos comida y bebida y que aunque no todo se halla en las respuestas del cura, habiéndolas leído antes de concluida 1a visita, tuvo que aumentar el cambio dé mujeres, que no había puesto. Dice el cura en sus respuestas que el idioma materno de la cabecera y del pueblo de San Marcos es el pokomam y del pueblo de Ipala el chortí. Que hay escuela en los pueblos, cabecera, y de Ycpala, concurriendo a la primera ochenta niños y a la segunda veinte o treinta, en las cuales se les enseña la doctrina cristiana, a leer y escribir. Que no ha observado idolatrías. Y qué es cierto que los indios padecen muchos castigos y vejaciones, por ser uno de los pueblos más tequiados del Golfo, por cuya causa se excusan los indios de Ycpala a la reedificación de su iglesia, que la tienen por los suelos. Dije arriba, que los caminos para los anexos son muy malos y con algunos ríos que es preciso cruzar, porque el pueblo cabecera, como se dijo, está al pie, de una montaña muy grande y aunque situado en llanura, pero esa llanura como de media legua; todo lo demás es montes y cerros, a reserva de la parte que mira, hacia el sur, que forma un valle de bastante llanura, aunque muy angosto. Para el pueblo de Ycpala, yendo de la cabecera, se cruzan tres ríos: 1° Songotongo, 2° Culima, 34 Cuchuapa, y este tercero se cruza también para ir al pueblo de San Marcos. Por lo regular llevan poca agua o no llevan, pero en tiempo de lluvias son muy caudalosos. —Pedro Cortés y Larraz |

Francis Francis Gall, en su Diccionario Geográfico de Guatemala, dice que «en sus inicios Ipala se conocía con el nombre de San Ildefonso Ycpala y pertenecía al curato de Xilotepeque o San Luis Xilotepeque. En el "Estado de Curatos del Arzobispado de Guatemala del Real Tribunal y Audiencia de la Contaduría de Cuentas del 8 de julio de 1806", aparece con 58 tributarios, no figura el total de habitantes.»
La Recopilación de Leyes de Pineda Mont dice que «Ipala se mencionó en la Constitución Política del Estado de Guatemala promulgada por su Asamblea Constituyente el 11 octubre 1825 como perteneciente al circuito de Chiquimula. Al distribuirse los pueblos del Estado para la administración de justicia por el sistema de jurados, al tenor del decreto del 27 agosto 1836 y solo para ese fin, el pueblo se adscribió al circuito de Chiquimula. Como Ipala y perteneciente al círculo Jilotepeque, 314 distrito, figura en la tabla para elección de diputados a la Asamblea Constituyente, conforme decreto N° 225 del 9 noviembre 1878».

### Establecimiento como municipio

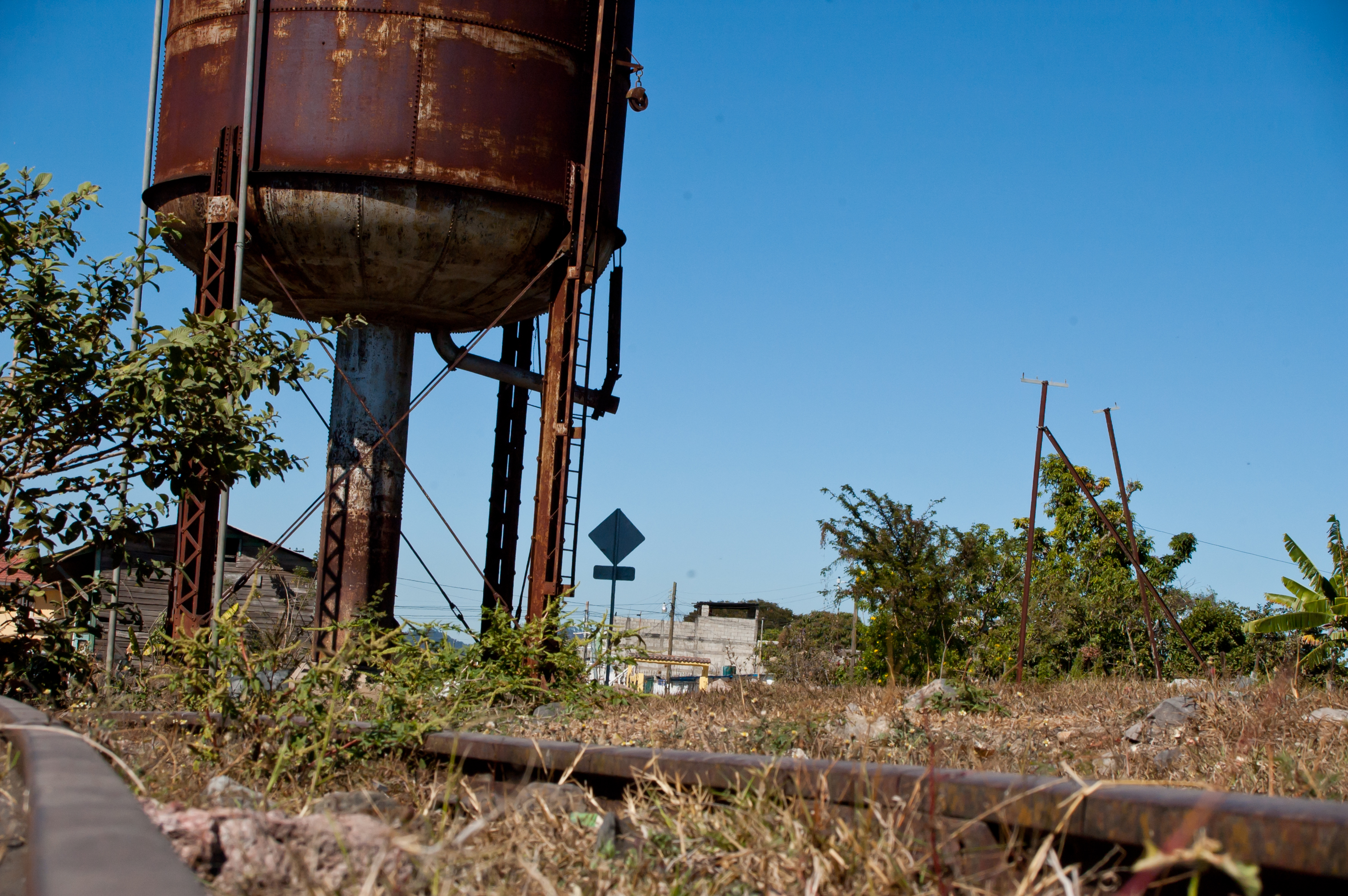
Antigua estación del Ferrocarril de Ipala

Ipala fue elevado a categoría de municipio el 11 de octubre de 1825, según asamblea constituyente de la República Federal de Centro América, pero el 18 de octubre de 1883 el municipio fue suprimido.  Se restableció por el acuerdo fechado el 9 de mayo de 1893; el acuerdo en mención dice: 
| "Palacio del Poder Ejecutivo, Guatemala, 9 de mayo de 1893. Con vista a la solicitud d e la mayor parte de los vecinos del pueblo de Ipala, en el departamento de Chiquimula, sobre que se establezca la Municipalidad suprimida en 1,883, y de que esa petición está apoyada por la Jefatura Política departamental, toda vez que el pueblo tiene las condiciones requeridas por la ley para constituir un municipio independiente. El presidente Constitucional de la República, conformándose en la consulta fiscal. ACUERDA: De conformidad con lo solicitado por los vecinos de Ipala. Comuníquese: Reyna Barrios. El Secretario de Estado en el Despacho de Gobernación y Justicia. Manuel Estrada. Tomado de: El Guatemalteco Diario Oficial de la República de Guatemala, en la América Central. 15 de mayo de 1893. |

### Gobierno del Mariscal Vicente Cerna y Cerna

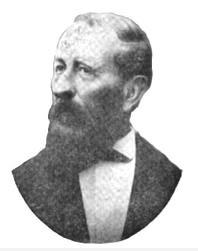
Mariscal Vicente Cerna y Cerna, presidente de Guatemala de 1865 a 1871. Era oriundo de Ipala, Chiquimula.

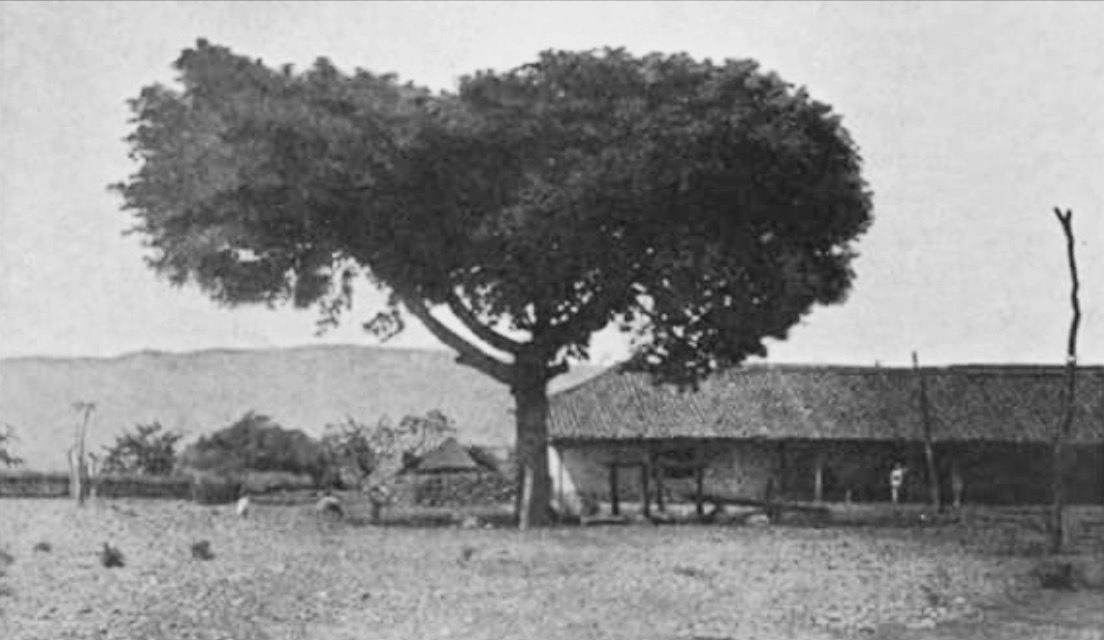
Ceiba de Ipala en 1897. Fotografía de Caecile Seler-Sachs.

Durante el gobierno conservador del capitán general Rafael Carrera, uno de sus principales aliados fue el Mariscal Vicente Cerna y Cerna, quien era originario de Chiquimula. Cerna nació en el municipio de Ipala a principios del siglo xix, y, gracias a sus servicios militares bajo el mando de Carrera, fue nombrado procurador y corregidor de Chiquimula; participó en la Batalla de la Arada como coronel, al mando de una facción del Ejército conservador de Guatemala cuando era corregidor de Chiquimula en 1851.  Posteriormente, estuvo entre los firmantes del acta en donde se declara a Carrera como Presidente Vitalicio de Guatemala en 1854. 
En 1863 el general hondureño José María Medina Castejón, con su alto mando compuesto entre otros oficiales por el general Florencio Xatruch, y el teniente coronel Juan Antonio Medina Orellana, conversaron con el general Rafael Carrera, quien reunió un ejército con hondureños, salvadoreños y guatemaltecos comandados por el entonces general brigadier Vicente Cerna y Cerna. Este ejército invadió Honduras, tomando Cucuyagua el 10 de junio y luego “Los Llanos” de Santa Rosa el 15 de junio, consiguiendo que luego de esta acción, las comunidades de Gracias a Dios y sus alrededores proclamaran a José María Medina como presidente de Honduras;.  Finalmente, marcharon hacia la capital Comayagua para deponer al presidente interino José Francisco Montes Fonseca. Las tropas gubernamentales de Honduras, incendiaron la ciudad de Comayagua antes de huir al ver que el ejército de Cerna les superaba.  Tras esta acción, el general brigadier Cerna fue ascendido a Mariscal.
En 14 de abril de 1865 murió el capitán general Rafael Carrera, y la asamblea se reunió el 3 de mayo para elegir al hombre que debería sustituirlo en la presidencia de la República, saliendo destinado el mariscal Cerna, quien aún desempeñaba el puesto de corregidor de Chiquimula. El consejero de Estado, Manuel Francisco González no logró superar los 26 votos.
Entre los logros de su mandato se encuentran la introducción del telégrafo, el estudio de líneas de ferrocarril y la construcción del puerto de San José en el Pacífico. Sin embargo, no fue capaz de prever la transición de la exportación del añil hacia la del café, manteniendo el país en un estado de feudalismo, según palabras de Miguel Ángel Asturias en su libro Hombres de maíz.

## Fiesta patronal
La fiesta titular se celebra en enero, del 20 al 26, siendo el día principal el 23 en que la iglesia conmemora a San Ildefonso, Arzobispo.

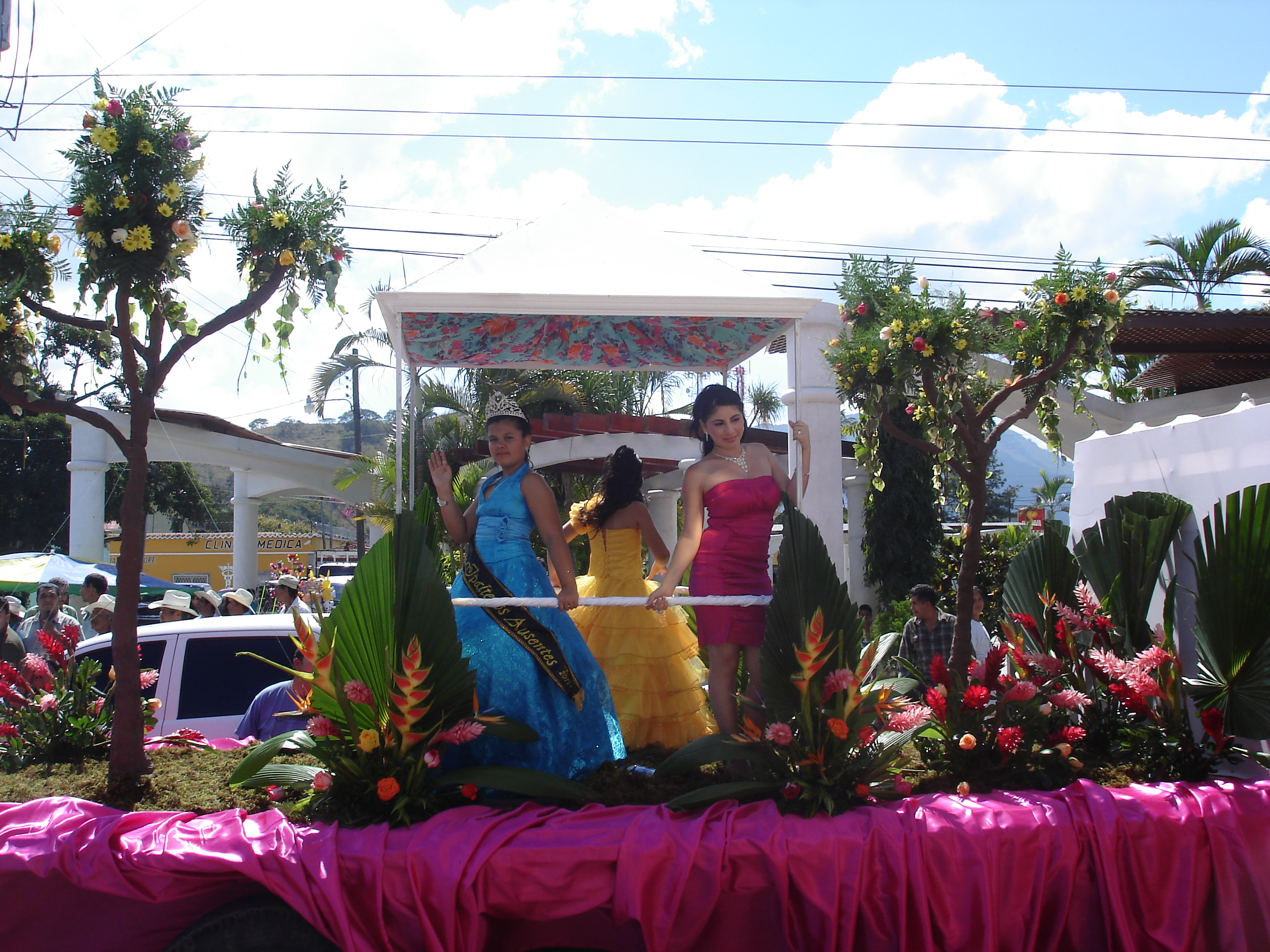
Desfile alegórico Feria Patronal de Ipala.
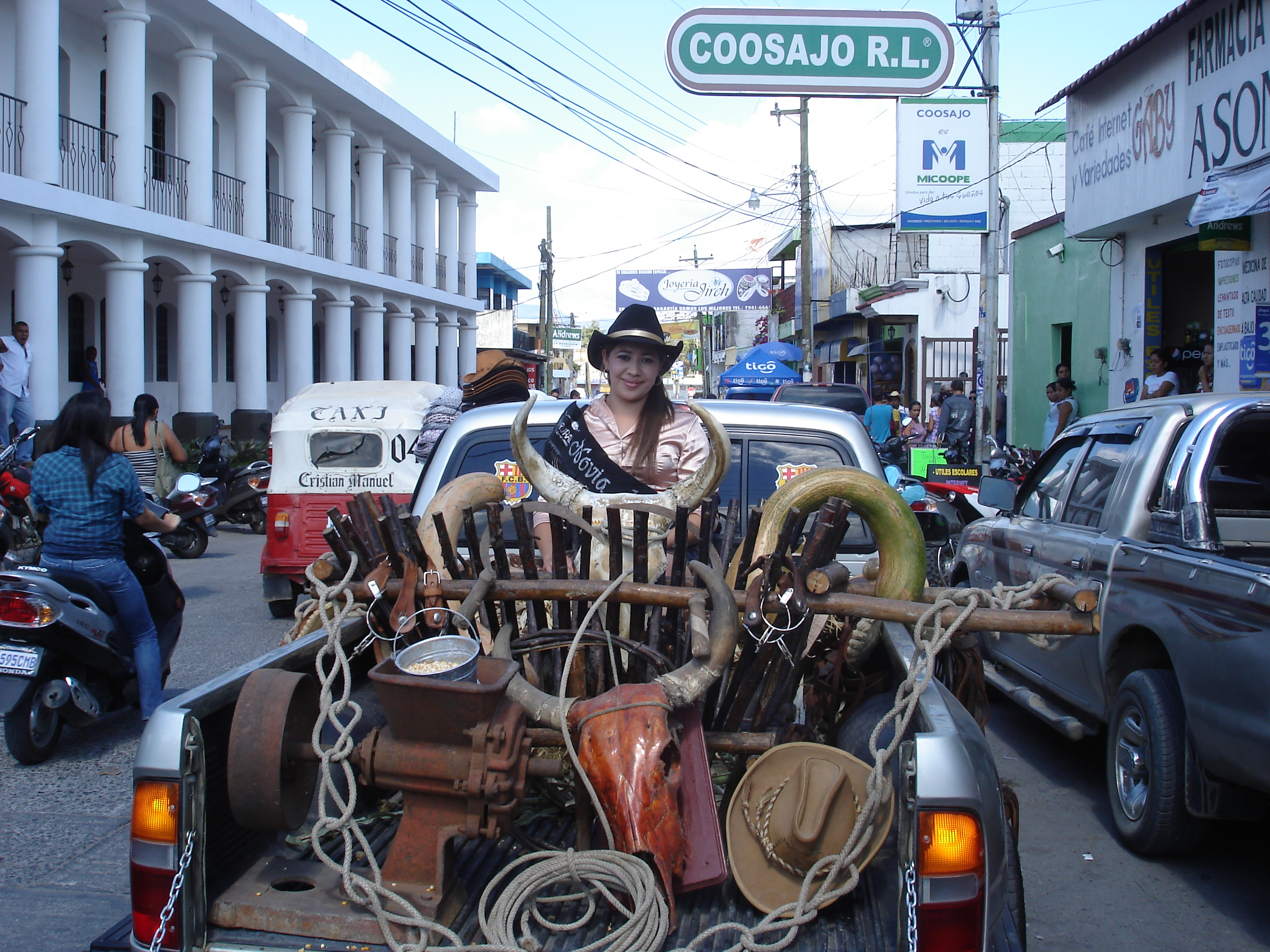
Feria titular de Ipala.
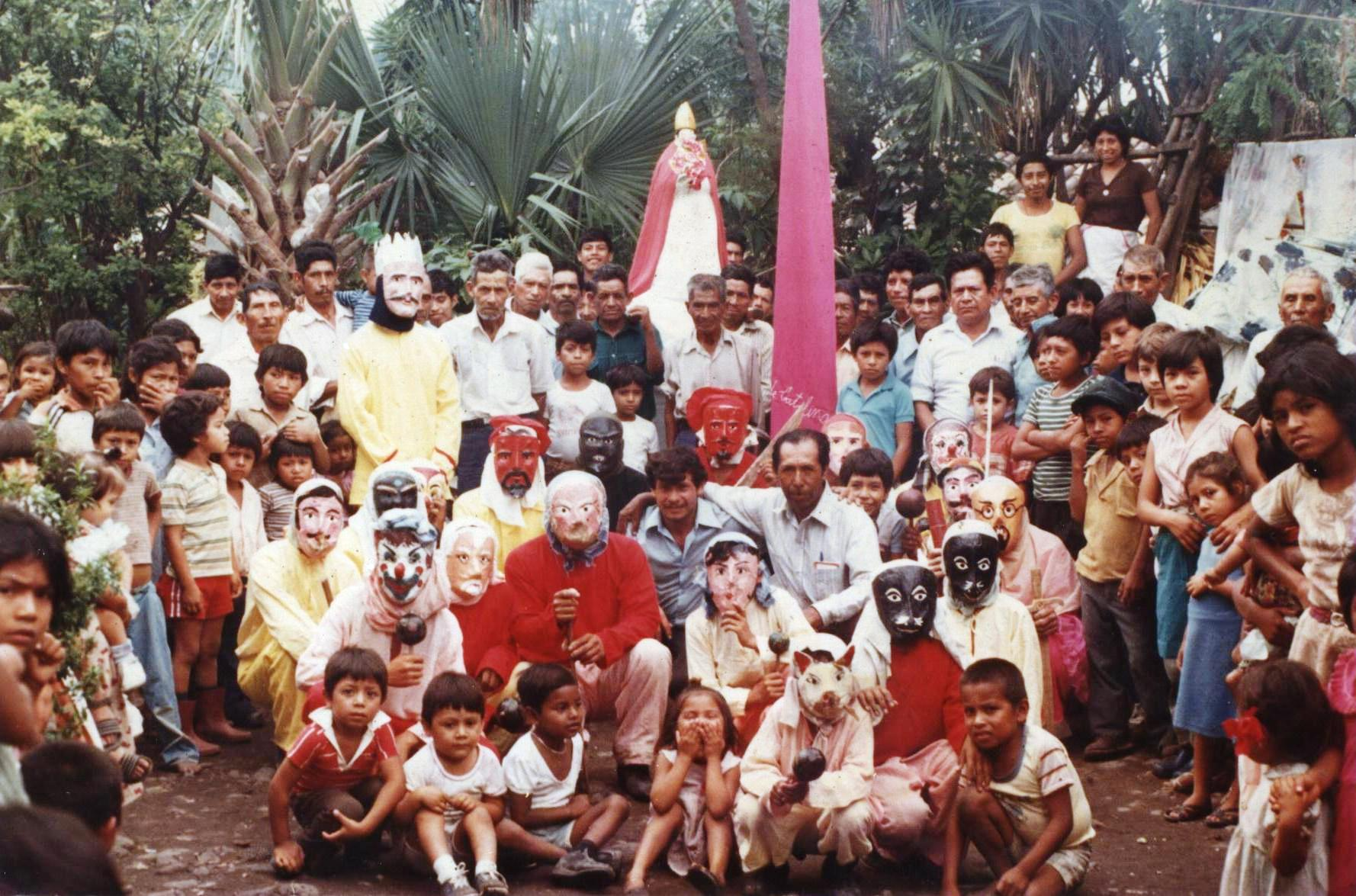
Tradicional baile de moros de Ipala.
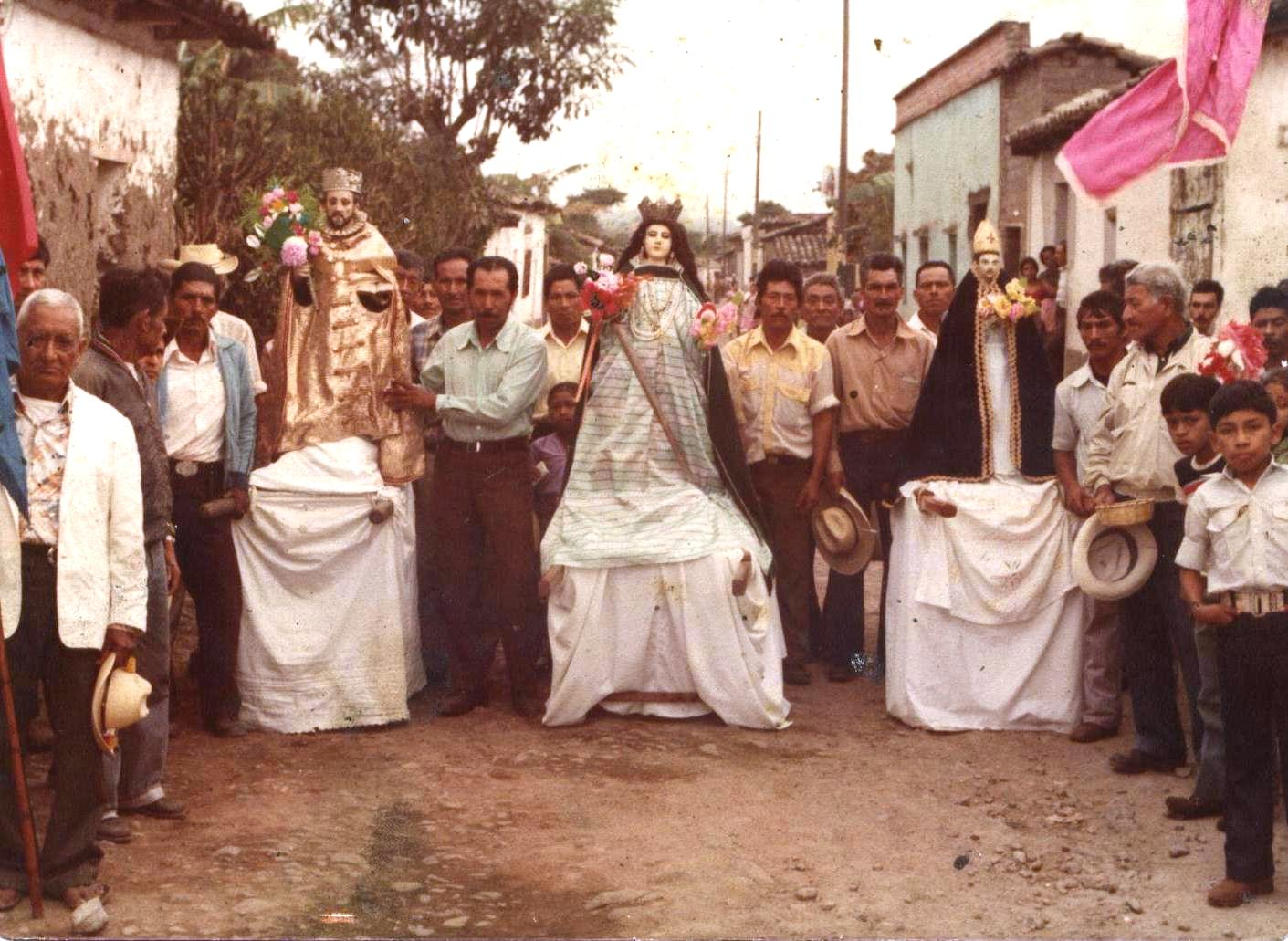
Cofradía del santo patrono de Ipala San Ildefonso.

## Tradiciones
Durante las fiestas se presenta el baile folclórico de los Moros. Quienes eran invitados a festejar al patrono San Ildefonso, venían provenientes de San Luis Jilotepeque, y Santa Catarina Mita. Se realizaba la Coronación de las Soberanas, dignas representantes de la belleza ipalteca. Además no podían faltar las corridas y montadas de toros.
El principal atractivo del Volcán Ipala lo constituye la laguna que se formó en su cráter a través del tiempo, formando un perfecto entorno natural con toda la biodiversidad con que cuenta el área. En la actualidad, es un lugar visitado por turistas, nacionales y extranjeros, quienes llegan a admirar la belleza de la Laguna de Ipala.
Esta laguna es uno de los lugares más visitados en el Municipio y se encuentra ubicada en el cráter del volcán de Ipala local mente se dice que es una de las maravillas del mundo.
Es accesible para llegar a ella por la aldea El Sauce y cruzando hacia aldea El Chagüitón donde se sube a la cima por medio de un sendero, en este último lugar se dejan los vehículos
estacionados donde varias personas se encargan de cuidarlos y a la vez ofrecen el alquiler de bestias para que puedan llegar a la laguna, y obtener así fuentes de ingreso por estos servicios. Se calcula que es visitada por 25,000 personas al año según el libro de registros de ADISO. Cuenta con una extensión de área protegida a su alrededor de especies típicas de
la región las cuales además de oxigenar el ambiente es un marco impresionante para embellecer su paisaje, también allí se preservan especies de animales silvestres que se encuentran
en peligro de extinción. Para albergar a turistas nacionales y extranjeros existen dos hoteles los cuales son: Ipala Real, Hotel Peña y Hospedaje El Ipalteco, Hotel el Dorado, Hotel Marroquin.

## Comunicaciones

### Rutas principales
Por la carretera Panamericana CA-1 oriente, que conduce de la Capital de Guatemala a Jutiapa para llegar a Ipala, con un recorrido de 175 Kilómetros.
Otra forma de llegar a Ipala es tomar la carretera CA-9 norte del Atlántico hasta Río Hondo, para luego pasar por Zacapa y Chiquimula CA-10, y luego al municipio de San José La Arada retomando la CA-1 oriente. En total se hará un recorrido de 199 Kilómetros.

### Rutas Alternas
- Guatemala – Sanarate, El Progreso – 50 kilómetros – Jalapa 48 kilómetros.
- Jalapa – San Pedro Pinula, San Luis Jilotepeque – Ipala – 55 kilómetros.
- Jalapa – Progreso Jutiapa – Agua Blanca – Ipala 76 kilómetros.
- Jalapa – Monjas – (Casa de tablas) San Manuel Chaparrón, Agua Blanca, Ipala. 50 Kilómetros.

## Política y gobierno
El 16 de julio de 2015, la Comisión Internacional Contra la Impunidad en Guatemala —CICIG— en su informe Informe de financiamiento de partidos políticos en Guatemala 2015 había hecho serias acusaciones en contra de Esduin Gerson Javier, alcalde de Ipala.  Posteriormente, el 23 de octubre de 2015 el Ministerio Público allanó varias propiedades del alcalde electo Esduin Gerson Javier —alias «El Tres Quiebres» por sospechas de lavado de dinero y tráfico de estupefacientes.

## Lugares turísticos
Entre los atractivos turísticos se incluye el volcán de Ipala, la laguna de Ipala, Poza de la pila, aguas termales.

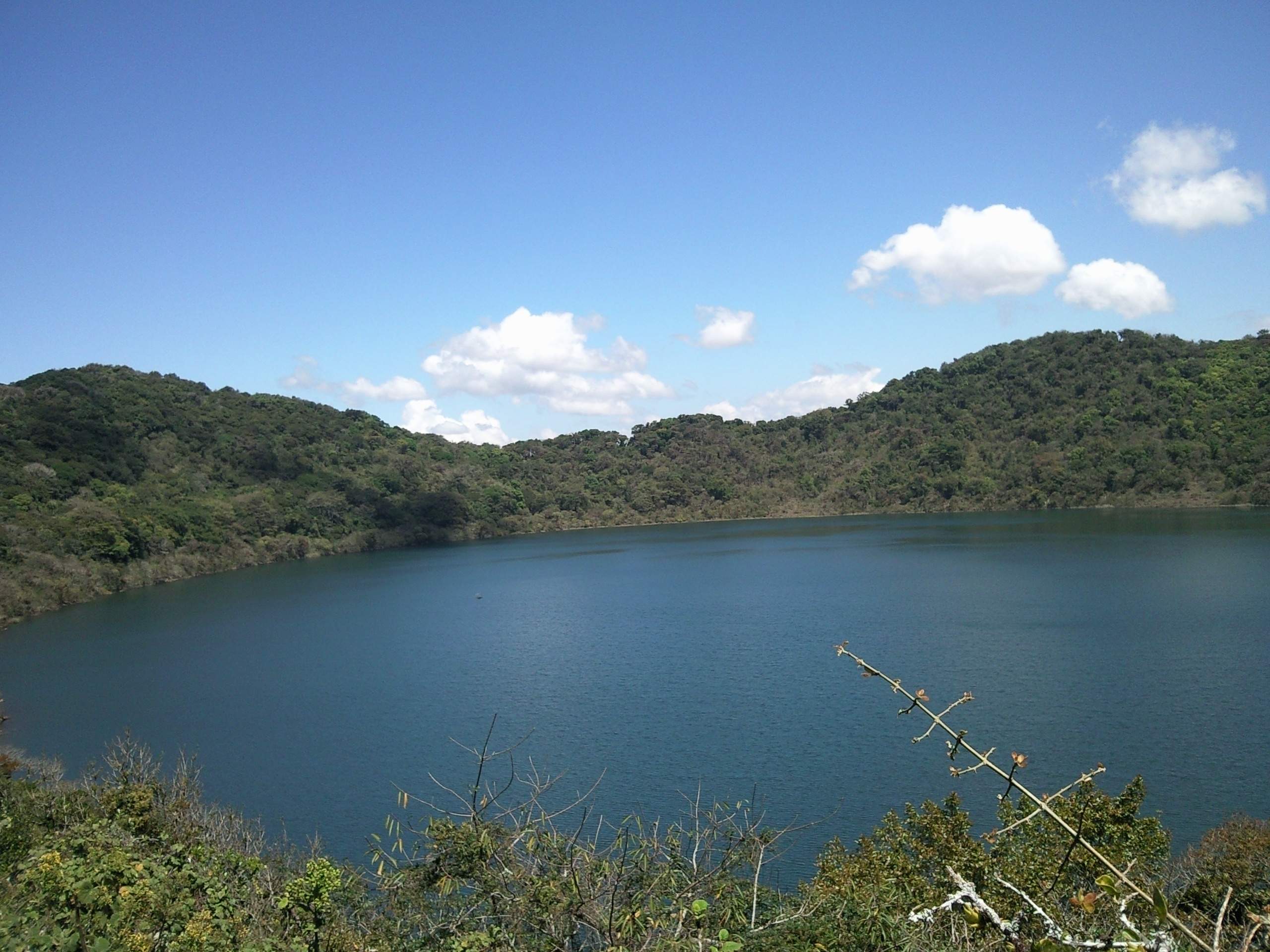
Cráter del Volcán de Ipala, Chiquimula, Guatemala.
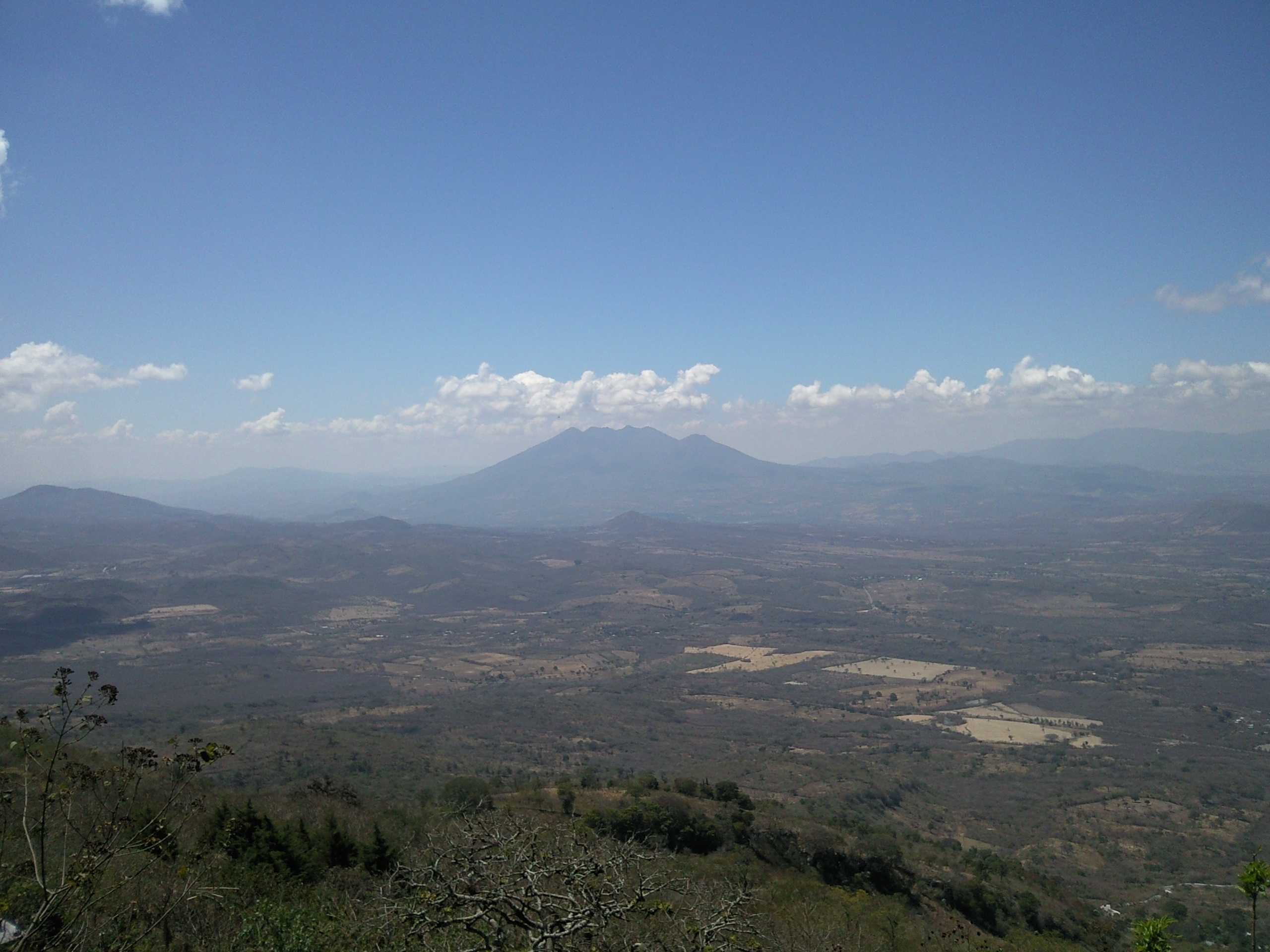
Vista panorámica desde la sima del Volcán de Ipala.
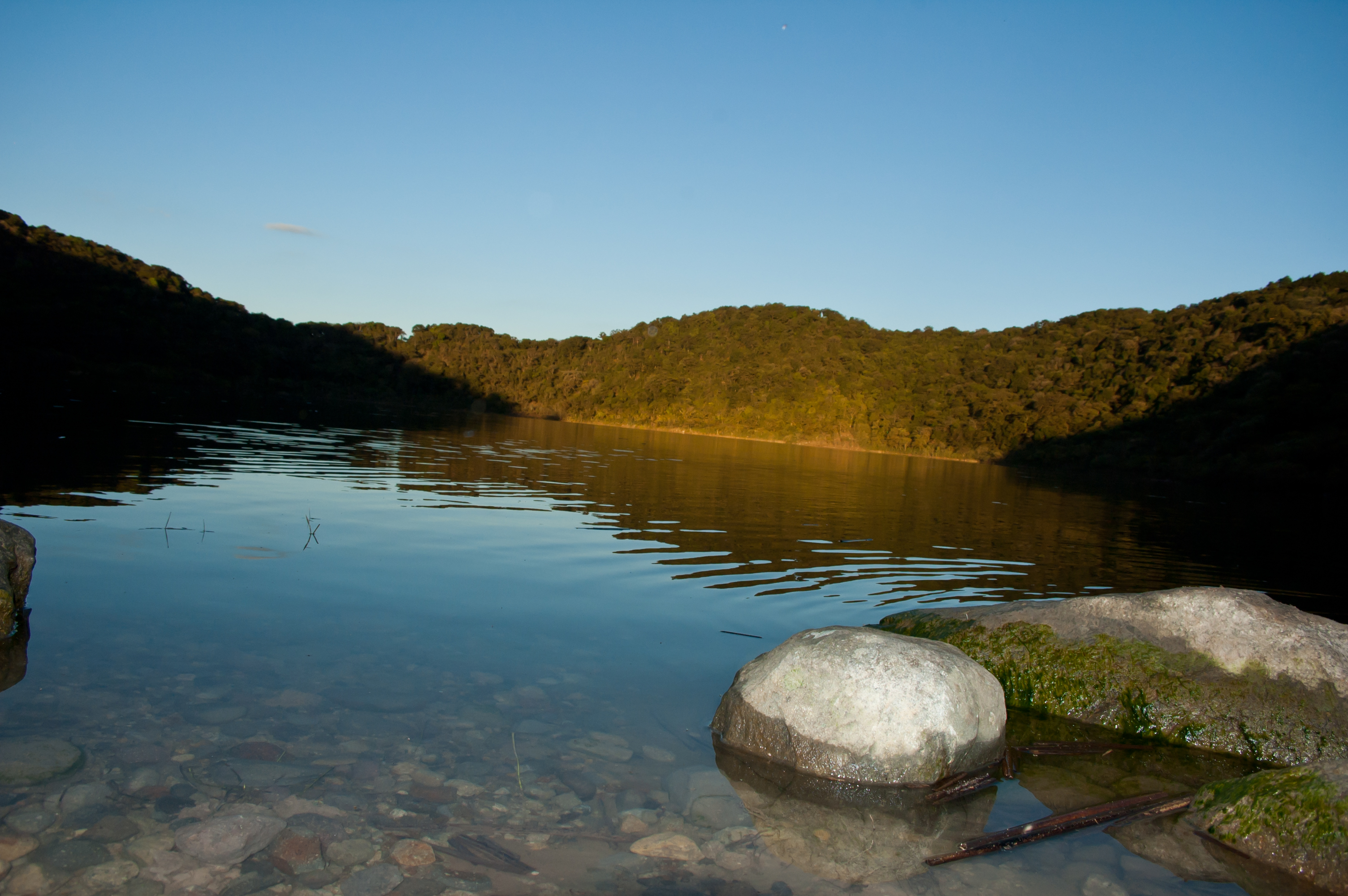
Laguna y Volcán de Ipala.
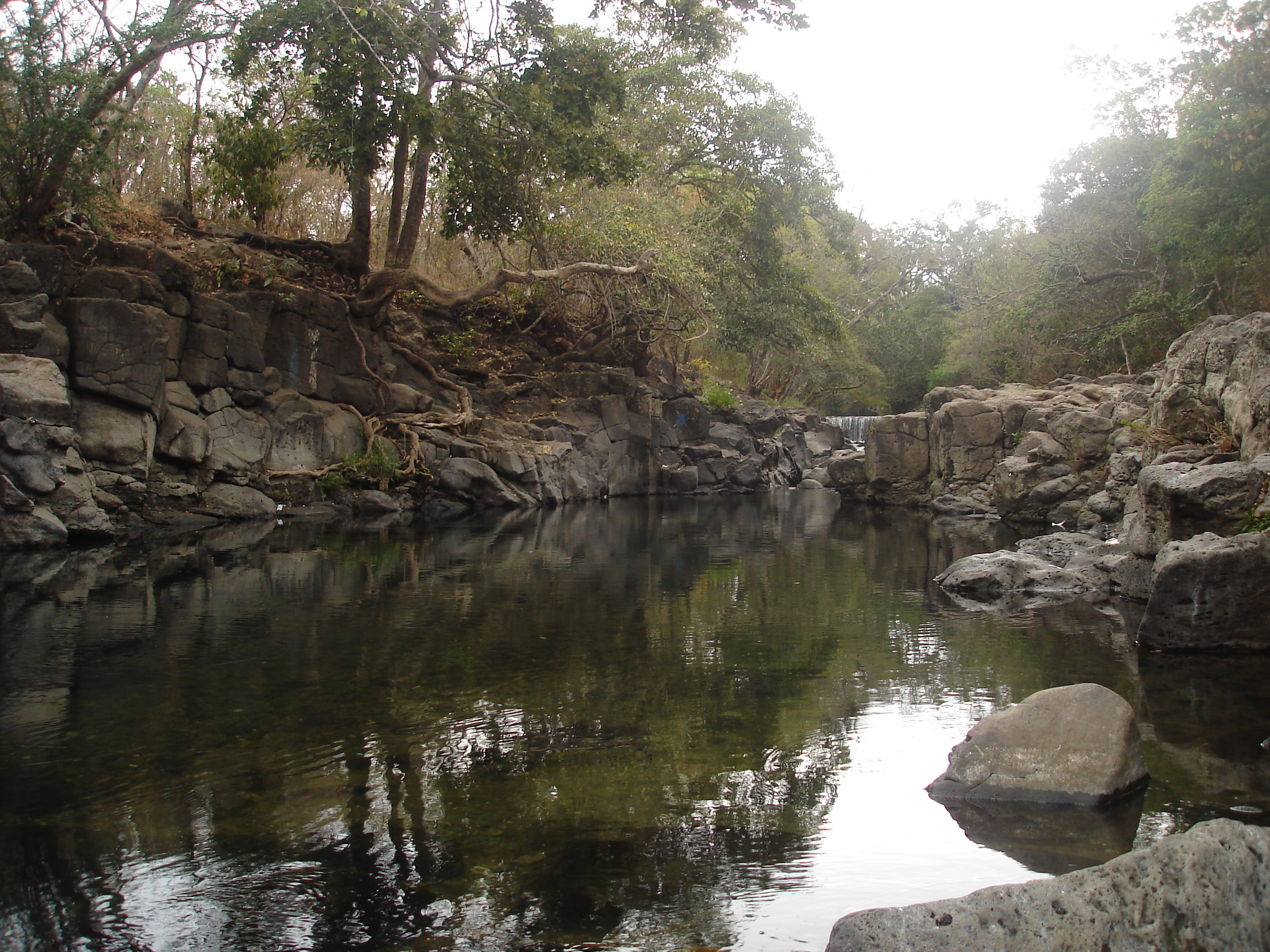
Río de agua dulce cristalina.

## Ciudadanos notables
- Coronel Ismael Cerna: poeta y militar.
- Mariscal Vicente Cerna:  corregidor de Chiquimula y Presidente de Guatemala de 1865 a 1871.
- Licenciado Saúl Osorio Paz: Rector de la Universidad de San Carlos de Guatemala de 1978 a 1980.

## Ciudades hermanas
- Riverdale Park, Maryland, Estados Unidos[21]